# História do Caribe

Evolução política da América Central do Caribe de 1700 até ao presente

A História do Caribe (português brasileiro) ou das Caraíbas (português europeu) revela o importante papel desempenhado pela região nas lutas coloniais das potências europeias desde o século XV. No século XX, o Caribe foi novamente importante durante a Segunda Guerra Mundial, a onda de descolonização no pós-guerra, e as tensões entre Cuba comunista e Estados Unidos. O genocídio, a escravidão, a imigração e a rivalidade entre as potências mundiais têm dado à história do Caribe um impacto desproporcional ao tamanho desta pequena região.

## O Caribe antes do contato europeu
A evidência mais antiga de seres humanos no sul do Caribe está em Trindade em Banwari Trace onde foi encontrado restos com 7 000 anos de idade. Estes depósitos pré-ceramicos, que pertencem à idade arcaica, têm sido descritos como ortoiroides. As primeiras evidências arqueológicas de assentamento humano em La Espanhola data de cerca de 3 600 a.C., mas a fiabilidade destes resultados é questionável. Datas constituída de 3 100 a.C. aparecem em Cuba. As primeiras datas nas Pequenas Antilhas são a partir de 2 000 a.C., em Antiga. A falta de sitios pré-ceramicos nas ilhas de Barlavento e as diferenças em tecnologia sugerem que estes colonos arcaicos podem ter origens da América Central. É incerto se houve uma colonização ortoiroide das ilhas, mas há pouca evidência. 
Entre 400 e 200 a.C., os primeiros agricultores que utilizaram cerâmica, a cultura Saladoides entrou em Trindade pela América do Sul. Se expandiram abaixo do rio Orinoco, à Trindade, e depois se espalham rapidamente até as ilhas do Caribe. Algum tempo depois de 250 d.C. outro grupo, os barrancoides entraram em Trindade. A sociedade barrancoide desapareceu ao longo do Orinoco em cerca de 650 d.C., e outros grupos, os arauquinoides, expandiram nessas áreas e até a cadeia do Caribe. Cerca de 1300 um novo grupo, os mayoides entraram em Trindade e permaneceram como a cultura dominante até à colonização espanhola. 
No momento da descoberta dos europeus da maior parte ilhas do Caribe, três grandes povos indígenas ameríndios viviam nas ilhas: os Tainos nas Grandes Antilhas, nas Bahamas e nas ilhas Sotavento, os Caraíbas e os galibis nas ilhas de Barlavento e os Ciboneys no oeste de Cuba. Os Tainos são subdivididos em Tainos clássicos: que detém La Espanhola e Porto Rico, Taínos Ocidentais, que ocuparam Cuba, Jamaica e o arquipélago das Bahamas, e Taínos Orientais, que ocupavam as ilhas de Sotavento. Trindade era habitada por dois grupos que falavam tanto o Caribe como o aruaque.

## A época colonial
Cristóvão Colombo foi o primeiro explorador europeu a viajar para a América, mas em breve, navios portugueses e espanhois começaram a reclamar territórios na América Central e América do Sul. Estas colônias trouxeram ouro, e outras potências europeias, nomeadamente Inglaterra, Países Baixos e França, esperavam estabelecer as suas próprias colônias rendáveis. Rivalidades coloniais fizeram do Caribe um lugar para guerras europeias ao longo dos séculos. 

### Conquista Espanhola
Durante a primeira viagem do explorador Cristóvão Colombo (enviado pela coroa espanhola para conquistar) foi feito contato com os Lucayanos nas Bahamas e Tainos em Cuba e na costa norte de Hispaniola, e muitos índios foram trazidos de volta à Espanha. Pequenas quantidades de ouro foram encontradas em adornos pessoais e outros objetos, tais como máscaras e cintos. Os espanhóis, que vinham procurando riqueza, escravizaram a população nativa e rapidamente levou a quase extinção. Para complementar o trabalho dos ameríndios, os espanhóis importaram escravos da África.

### Outras potências europeias

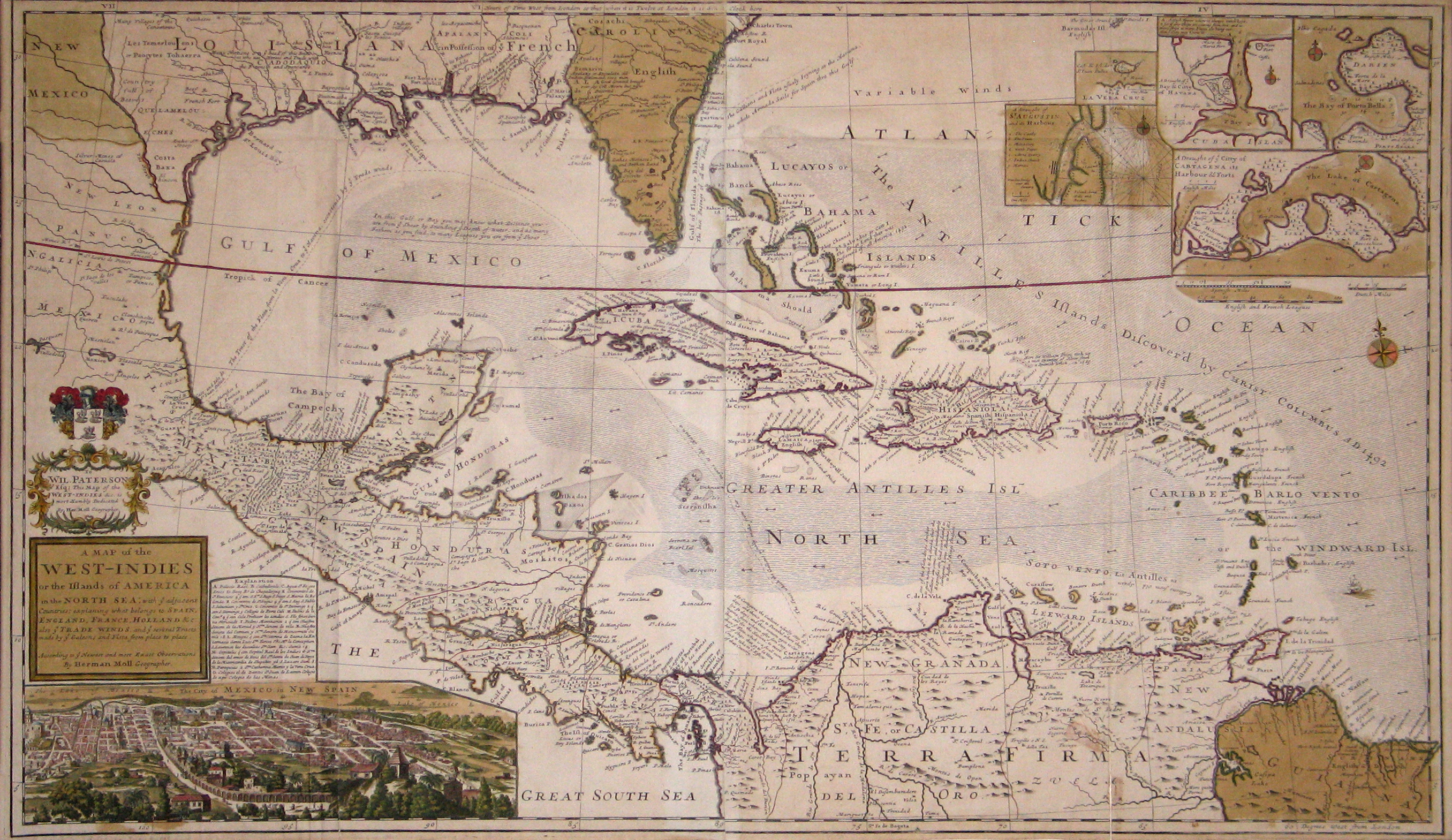
Herman Moll, Map of the West-Indies, c. 1715

As outras potências europeias estabeleceram uma presença no Caribe logo após o declínio do Império Espanhol, em parte devido à reduzida população nativa da zona europeia.
- Francis Drake foi um corsário inglês que atacou muitos navios e fortes espanhóis no Caribe, incluindo a baía de San Juan, em 1595. Sua mais famosa exploração do Caribe foi a operação de captura do Comboio espanhol da Prata em Nombre de Dios, em Março de 1573.

- A colonização britânica das Bermudas começou em 1612. A colonização da Índias Ocidentais Britânicas começou em 1623 com São Cristóvão e Barbados, em 1627. O primeiro foi utilizado como base para a colonização britânica dos vizinhos Neves, Antiga, Montserrat, Anguilla e Tortola, que foi utilizado como base para a colonização das Ilhas de Barlavento, e no resto do Caribe.

- Também a colonização francesa começou em São Cristóvão, os britânicos e franceses dividem a ilha entre eles em 1625. Foi utilizado como base para resolver a maior parte de Guadalupe (1635) e Martinica (1635), mas foram completamente perdidas para a Grã-Bretanha em 1713.

- O almirante inglês William Penn tomou concessão da Jamaica em 1655, e permaneceu sob domínio britânico por mais de 300 anos.

- O Caribe é conhecido por seus piratas, especialmente entre 1640 e 1680. O termo "Bucaneiro" é frequentemente utilizado para descrever piratas que operam nessa região.

- Em 1697 a Espanha cedeu a parte oeste de La Hispaniola (Haiti) para a França. A França também realizou o controle da Tortuga.

- Os Países Baixos assumiram Saba, São Martinho, Santo Eustáquio, Curaçau, Bonaire, Aruba, Tobago, Santa Cruz, Tortola, Anegada, Virgen Gorda, Anguila e por um curto período, Porto Rico, a chamada Índias Ocidentais Dinamarquesas no século XVII.

- A Dinamarca dominou em primeiro lugar, as Ilhas Virgens desde 1672, a venda de soberania sobre estas Índias Ocidentais Dinamarquesas em 1917 para os Estados Unidos ainda está em vigor.

### O impacto do colonialismo no Caribe

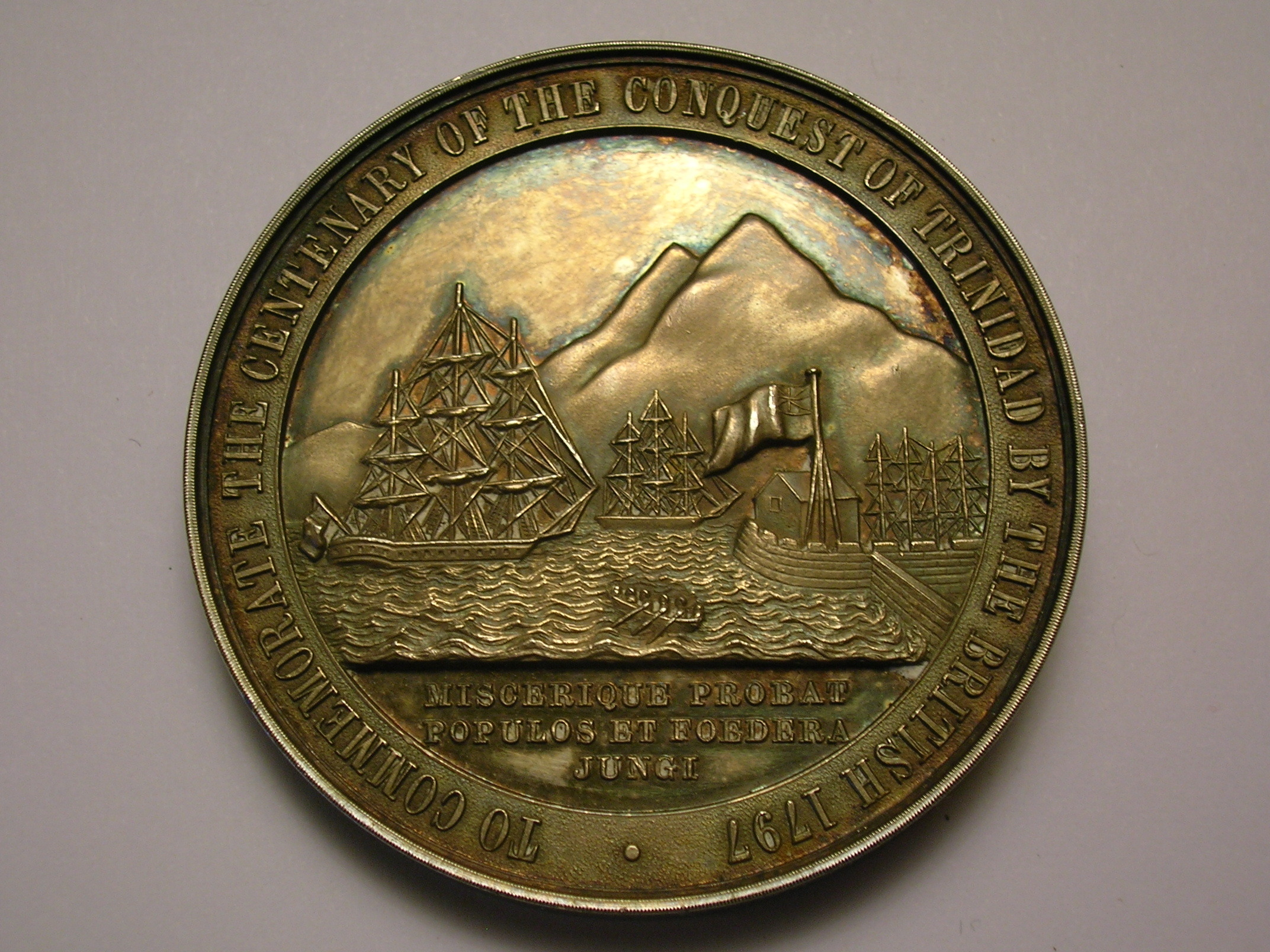
Um medalhão mostrando a captura de Trindade e Tobago em 1797 pelos britânicos

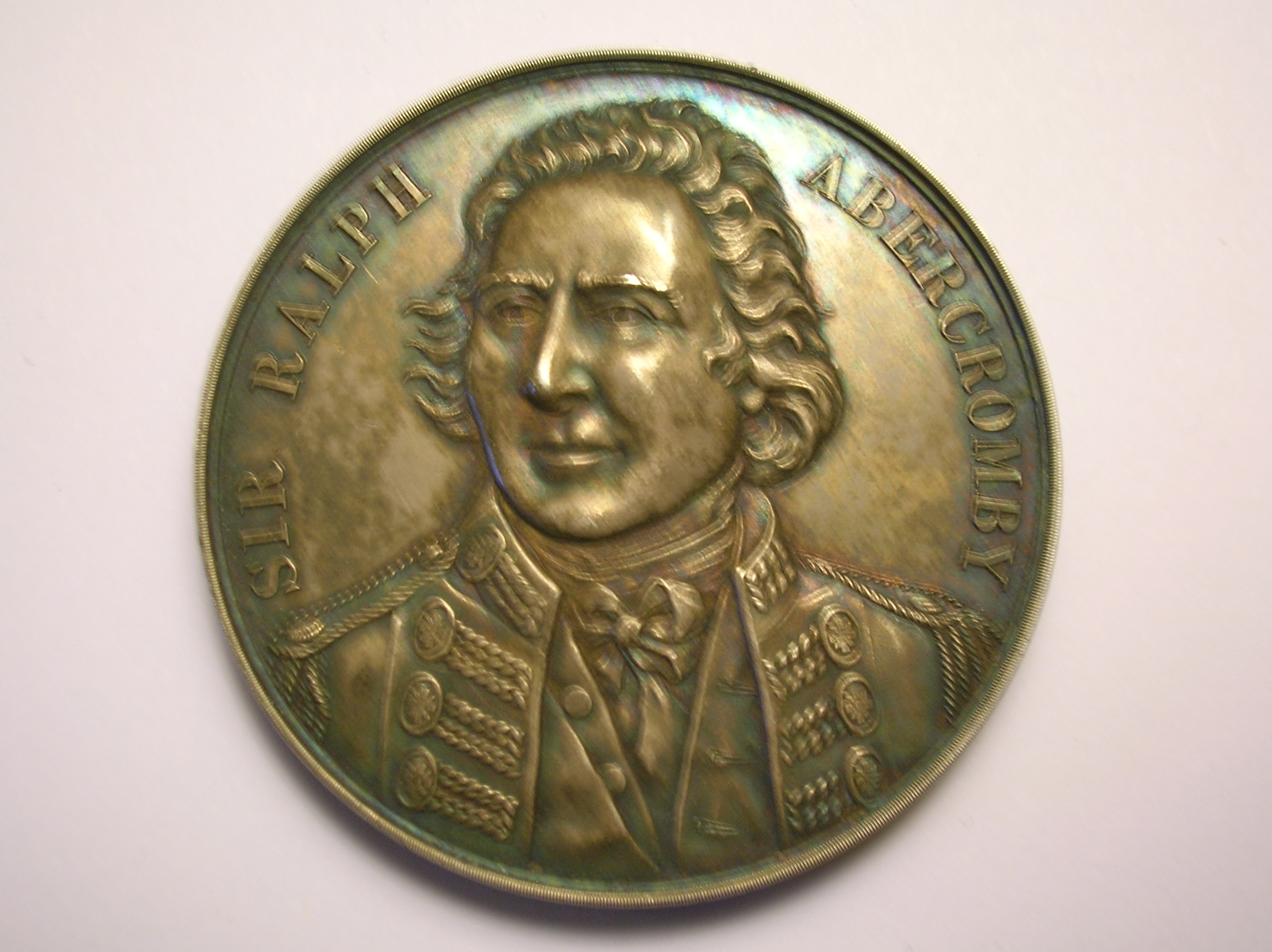
Sir Ralph Abercromby, comandante do exército britânico que capturou Trindade e Tobago

A exploração da paisagem do Caribe que remonta aos conquistadores espanhóis a cerca de 1600 que procuravam minas de ouro nas ilhas para levá-los para a Espanha. O desenvolvimento mais significativo foi quando Cristóvão Colombo escreveu à Espanha dizendo que as ilhas eram ótimas para a exploração do açúcar. A história da dependência da agrícola do Caribe está intimamente relacionada com o colonialismo europeu, que alterou o potencial econômico da região através da introdução de um sistema de plantio. Tais como os espanhóis, que escravizaram nativos indígenas para trabalhar em minas de ouro, no século XVII]] trouxe um novo conjunto de opressores como os neerlandeses, os ingleses e franceses. Em meados do século XVIII]] a importação britânica de açúcar se tornou muito mais importante para o Caribe como uma colônia. No "Novo Mundo" foram estabelecidas plantações para satisfazer as necessidades crescentes do "Velho Mundo". As plantações de açúcar foram construídas com a intenção de exportar o açúcar de modo que volte para a Grã-Bretanha, para que os britânicos não tivessem a necessidade de estimular a demanda local do açúcar para os salários. Um sistema de escravidão foi adaptado, o que permitiu aos colonizadores terem uma abundante força de trabalho com pouca preocupação com a diminuição da demanda de açúcar. No século XIX]], os salários foram finalmente introduzido com a abolição da escravatura. O novo sistema, no entanto, foi semelhante ao anterior, em que foi baseado no capital e mão-de-obra branca. Um grande número de trabalhadores não qualificados foi contratado para executar várias tarefas, e foi muito difícil para estes trabalhadores abandonarem este emprego e seguirem qualquer outro emprego não-agrícola. Ao contrário de outros países, onde houve uma opção para o trabalho urbano, os países do Caribe investiram dinheiro na agricultura e houve uma ausência de qualquer base industrial básica. As cidades ofereciam poucas oportunidades para os cidadãos e quase nada para trabalhadores não qualificados, que haviam trabalhado na agricultura a sua vida inteira. Os produtos fabricados não beneficiam o país, já que eram vendidos para compradores da ocupação colonial que controlavam o preço dos produtos vendidos. Isto levou a muitos baixos salários, sem potencial de crescimento uma vez que as nações ocupantes não tinham intenção de vender produtos a um preço mais elevados a si mesmos. O resultado dessa exploração econômica era uma dependência do plantio que viam as nações do Caribe ter uma grande quantidade de trabalhadores não qualificados capazes de desempenhar tarefas agrícolas e não muito mais. Depois de muitos anos de domínio colonial as nações também não viam qualquer ganho obtido por seu país uma vez que a produção de açúcar era controlada por governadores coloniais. Isto deixou as nações do Caribe com pouco capital para investir para melhorar as futuras indústrias, ao contrário das nações europeias que foram se desenvolvendo rapidamente e separam-se tecnologicamente e economicamente das nações mais pobres do mundo.

### Guerras
A região do Caribe foi dilacerada pela guerra em toda a grande parte da sua história colonial, mas as guerras eram muitas vezes baseadas na Europa, com apenas pequenas batalhas travadas no Caribe. Algumas guerras, porém, nasceram das turbulências políticas nessa região. 
- A Guerra dos Trinta Anos entre os Países Baixos e Espanha.

- A Primeira, a Segunda e a Terceira Guerra Anglo-Holandesa foram batalhas pela supremacia.

- A Guerra dos Nove Anos entre as potências europeias.

- A Guerra da Sucessão Espanhola (nome europeu) ou A Guerra da Rainha Ana (nome americano) deu origem a uma geração de alguns dos mais infames piratas.

- A Guerra da orelha de Jenkins (nome americano) ou A Guerra de Sucessão Austríaca  (nome europeu), Reino Unido e Espanha combateram por direitos comerciais, o Reino Unido invadiu a Flórida espanhola e atacou a cidadela de Cartagena de Indias, na Colômbia atual.

- A Guerra dos Sete Anos (nome europeu) ou a Guerra Franco-Indígena (nome americano) foi a primeira "guerra mundial" entre a França, a sua aliada Espanha e o Reino Unido. A França foi derrotada e queria deixar todo o Canadá para salvar poucas ilhas rentáveis de cana-de-açúcar no Caribe. O Reino Unido tomou Havana ao final, e trocou toda a cidade sozinha por toda a Flórida no Tratado de Paris em 1763.

- A Revolução Americana viu grandes frotas britânicas e francesas lutarem no Caribe novamente. A independência americana foi assegurada pelas vitórias navais francesas no Caribe.

- A Revolução Francesa tinha em mente a criação da República do Haiti.

- A Guerra Hispano-Americana terminou com o controle espanhol de Cuba e Porto Rico e anunciava o período de hegemonia americana das ilhas.

## Independência

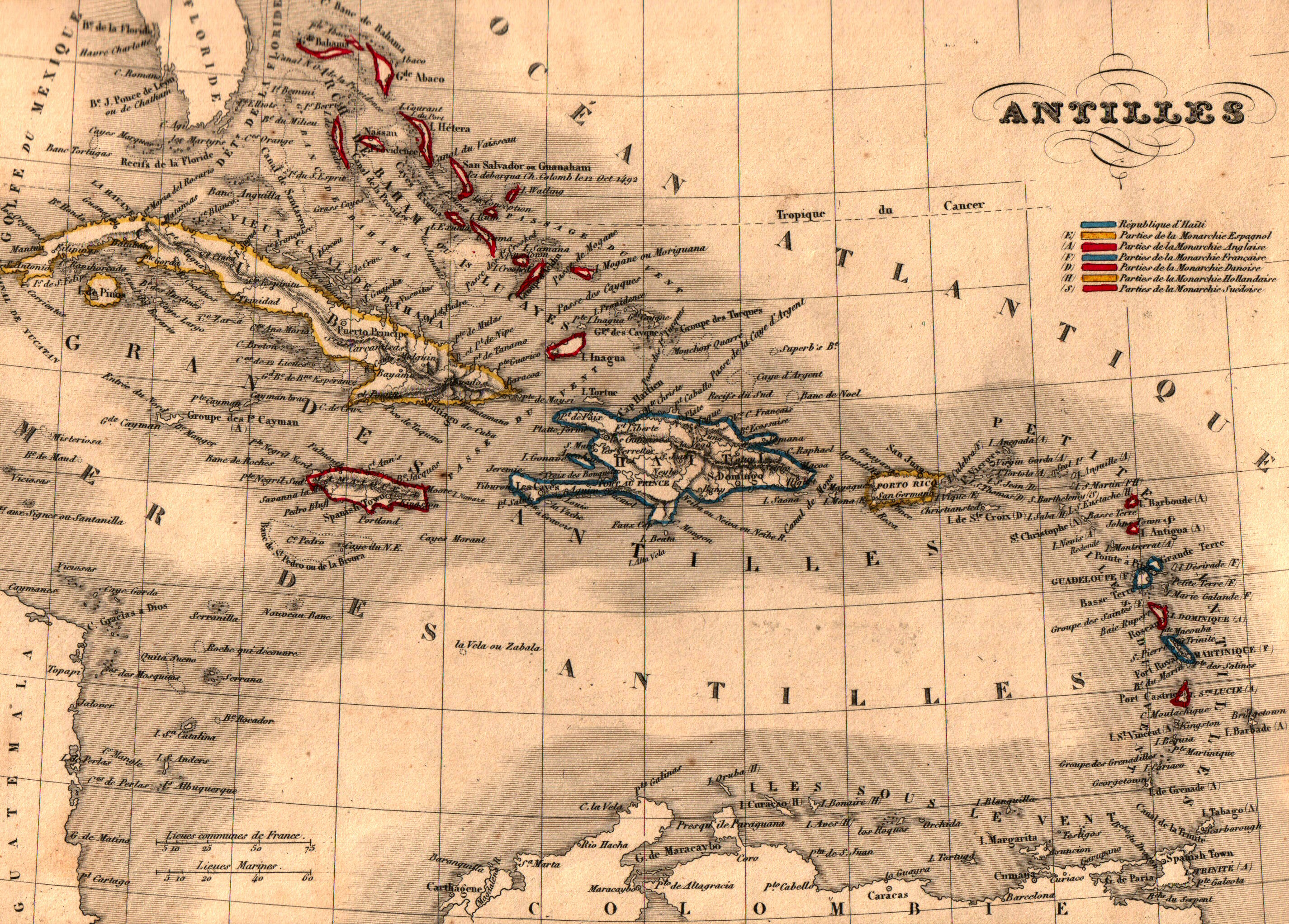
Mapa das Antilhas - Caribe em 1843

O Haiti, a ex-colônia francesa de Saint-Domingue em Hispaniola, foi a primeira nação do Caribe a ganhar independência das potências europeias quando, em 1791, uma rebelião de escravos que se tornou a Revolução do Haiti no âmbito do mandato de Toussaint Louverture, o Haiti foi estabelecido como uma república negra livre em 1804. O Haiti se tornou a mais antiga república negra e a segunda república mais antiga do hemisfério ocidental, após os Estados Unidos. Os dois terços restantes de Hispaniola foram conquistadas por forças haitianas em 1821. Em 1844, a recém formada República Dominicana declarou sua independência do Haiti. 
Algumas nações do Caribe ganharam independência das potências europeias no século XIX. Alguns estados menores são ainda dependências das potências da Europa atualmente. Cuba permaneceu como uma colônia espanhola até a Guerra Hispano-Americana. 
Entre 1958 e 1962 a maior parte do Caribe controlado pela Grã-Bretanha tornou-se a Federação das Índias Ocidentais antes de se separarem em muitas nações.

## Relação com os Estados Unidos
Desde a Doutrina Monroe, os Estados Unidos ganharam uma grande influência sobre a maioria das nações do Caribe. No começo do século XX]], essa influência foi prorrogada pela participação nas Guerras das Bananas. As áreas fora do controle britânico ou francês ficaram conhecidas na Europa como "o Império da América tropical." 
A vitória na Guerra Hispano-Americana e com a assinatura da Emenda Platt, em 1901 assegurou aos Estados Unidos teriam o direito de interferir nos assuntos económicos e políticos cubanos, militarmente se necessário. Após a Revolução Cubana de 1959, tendo as relações são rapidamente deterioradas com a invasão da Baía dos Porcos, a Crise dos Mísseis em Cuba, e as sucessivas tentativas de desestabilizar a ilha. Os EUA mantêm uma base militar naval na Baía de Guantanamo, em Cuba. A base é um dos cinco comandos unificados cuja "área de responsabilidade" é a América Latina e Caribe. O comando está sediado em Miami, em um edifício de escritórios na Flórida. 
Os Estados Unidos invadiram e ocuparam a ilha Hispaniola (atual Haiti e República Dominicana) por 19 anos (1915-1934), depois de dominar a economia haitiana através de auxílios e empréstimos reembolsados. Os EUA invadiriam novamente o Haiti em 1994 e em 2004, foram acusados pelo CARICOM de organizar um golpe de Estado para remover o recém-eleito líder haitiano Jean-Bertrand Aristide. Em 1965, foram enviadas 23.000 tropas para a República Dominicana para reprimir uma revolta local contra o governo militar (Ver: Invasão da República Dominicana pelos EUA em 1965). O Presidente Lyndon Johnson tinha ordenado a invasão para conter o que alegou ser uma "ameaça comunista", no entanto, a missão parecia ambígua e foi severamente condenada em todo o hemisfério como um retorno à diplomacia das canhoneiras. 
Em 1983, os EUA invadiram Granada para remover o líder de esquerda populista Maurice Bishop. 
Como um braço da vida económica e política da América, a influência dos Estados Unidos é esticada para além de um contexto militar. Em termos económicos, os Estados Unidos representam o principal mercado para as exportações de bens ao Caribe. Em particular, é uma tendência histórica recente. O pós-guerra reflete um momento de transição para a bacia do Caribe, quando, como as potências coloniais procuraram separar a região (como parte de uma tendência mais ampla de descolonização), os EUA começaram a expandir a sua hegemonia em toda a região. Esta tendência é confirmada pelas iniciativas económicas, incluindo a Iniciativa da Bacia do Caribe (CBI), que pretendia congelar a parceria com a região em função de uma suposta ameaça soviética. A CBI é o aparecimento da Bacia do Caribe como uma área de interesse geopolítico estratégico para os EUA. Esta relação tem sido empurrado para o século XXI, o que se refletiu na Lei da Associação Comercial da Bacia do Caribe. A Bacia do Caribe também é de interesse estratégico no que diz respeito a rotas comerciais, foi estimado que cerca de metade da carga exterior do EUA e as importações de petróleo bruto é importado através das vias navegáveis do Caribe. Em tempo de guerra, estes números só podem aumentar. É importante notar que os EUA também é de interesse estratégico para o Caribe. A política externa do Caribe pretende reforçar a sua participação em uma economia de livre mercado. Como uma extensão do presente, os Estados do Caribe que não desejam ser excluídas do mercado no principal dos EUA, ou ser omitido na criação dos "blocos hemisférico de comércio mais amplos", que podem alterar drasticamente o comércio e a produção na Bacia do Caribe. Como tal, os EUA desempenharam um papel influente na formação do papel do Caribe nesse mercado hemisférico. Do mesmo modo, construir relações com o país do norte esteve sempre fortemente como o objetivo político de segurança económica nos Estados do Caribe pós-independencia.

A localização estratégica do Caribe, a prpximidade com os Estados Unidos e os interesses econômicos desse país na região, fizeram com que o Caribe fosse alvo do imperialismo de várias potências ao longo da história. No século XX, os EUA invadiram diversas vezes as nações caribenhas.